# 8 × 63 mm patron m/32

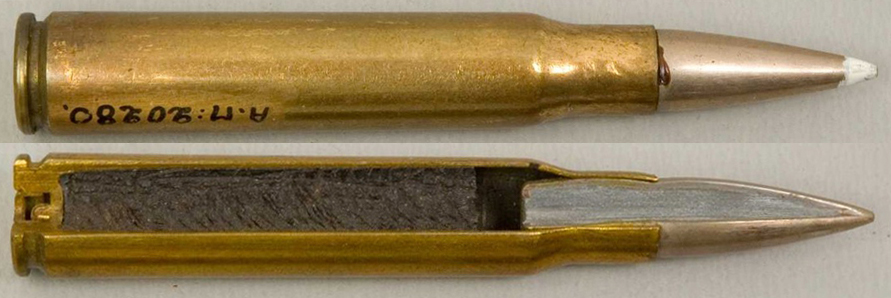
Dva náboje 8×63

Náboj 8 x 63 mm je zaveden a dnes znám pod synonymy 8 × 63 švédský, 8 mm Bofors, 8 mm sk ptr m/32 a 8 × 63 Bofors. Od roku 1932 používán pro těžké kulomety. V roce 1940 pro něj bylo upraveno 5 000 ks německých pušek Kar 98k zavedených pod názvem m/40, vzhledem k výkonu náboje byly pušky opatřeny úsťovou brzdou. Ve výzbroji švédské armády zůstal až do 60. let. Je velmi podobný německému  8 × 57 IS se kterým ovšem není zaměnitelný.

## Původní vojenská laborac
- Střela: 9.8 - 14,2 g
- Úsťová rychlost (V25): 835 - 750 m/s
- Délka náboje: 86 mm

- Úsťová energie: 4.029 J.
- Délka nábojnice: 62,99 mm
- Průměr nábojnice: 12,41 mm